# بيتر أرسكين (نحات)
بيتر أرسكين (بالإنجليزية: Peter Erskine)‏ هو نحات أمريكي، ولد في 1941.

## وصلات خارجية
- الموقع الرسمي